# Kamenička (Milíře)
Kamenička, bis 1948 Steinhof, ist eine Wüstung auf dem Gebiet der Gemeinde Milíře (Brand) in Tschechien. Das erloschene Dorf liegt sechs Kilometer westlich von Tachov (Tachau) und gehört zum Okres Tachov.

## Geographie
Das Gassendorf Kamenička befand sich auf einem erhöhten Platz linksseitig über dem Tal des Lužní potok (Schönwalder Bach) in der Podčeskoleská pahorkatina. Nördlich erheben sich die Pastvina (Schmalzberg, 625 m n.m.) und der Hamelberg (595 m n.m.), im Nordosten der Mýtský kopec (594 m n.m.) und die Kamenička (578 m n.m.), südöstlich der Polom (Schillingberg, 711 m n.m.), im Süden der Nad Mlýnem (585 m n.m.), südwestlich der Nad Myslivnou (657 m n.m.), im Westen der Nad Hájovnou (Tellerberg, 665 m n.m.) sowie nordwestlich die Javořina (Ahornberg, 692 m n.m.). Die Ortswüstung liegt im Naturpark Český les.
Nachbarorte waren Hollinghof und Lučina (Sorghof) im Norden, Svobodka (Frauenreith) und Mýtský Mlýn (Mauthmühle) im Nordosten, Mýto (Mauthdorf) im Osten, Studánka (Schönbrunn) im Südosten, Písařova Vesce (Albersdorf) im Süden, Zadní Milíře (Girnberg) im Südwesten, Hruškovna im Westen sowie Milíře im Nordwesten. 

## Geschichte
An der Stelle von Kamenička befand sich der 1555 erstmals erwähnte Steinhof. Der Name dieses zur Herrschaft Tachau gehörigen einschichtigen Meierhofes leitet sich wahrscheinlich von den in der Umgegend seit dem Mittelalter betriebenen Kalksteinbrüchen her. Im zweiten Drittel des 17. Jahrhunderts ließ der Grundherr Johann Philipp Husmann südlich des Hofes den Schönwalder Bach oberhalb der Albersdorfer Mühle zu einem großen Floßteich (Albersdorfer Weiher) aufstauen.
Zu Beginn des 19. Jahrhunderts wurde der zuletzt als Hammelhof genutzte Steinhof aufgehoben. Auf den parzellierten Meierhofsfluren entstand eine kleine Häuslerkolonie, auf die der Name des Hofes übertragen wurde. Die Siedlung erhielt einen regelmäßigen Grundriss; beiderseits der Gasse wurden eng beieinander stehende Chaluppe errichtet, zu denen geringe Ackerflächen gehörten. 
Im Jahre 1835 bestand die im Pilsner Kreis gelegene und nach Brand konskribierte Siedlung Steinhof aus zwölf Häusern. Pfarr- und Schulort war Brand. Bis zur Mitte des 19. Jahrhunderts blieb die Ansiedlung der Familienfideikommissherrschaft Tachau untertänig, Besitzer waren die Grafen Windisch-Graetz. 
Nach der Aufhebung der Patrimonialherrschaften bildete Steinhof ab 1850 einen Ortsteil der Gemeinde Mauthdorf im Bezirk und Gerichtsbezirk Tachau. Im Jahre 1869 hatte das Dorf 125 Einwohner und bestand aus 14 Häusern. Am 25. Juli 1871 riss während eines Starkregens der Damm des Albersdorfer Weihers; der Teich wurde danach nicht wieder aufgestaut und als Sumpfland belassen. Mit der 1873 erfolgten Bildung der Gemeinde Sorghof wurde Steinhof zum Ortsteil derselben. Im Jahre 1900 lebten in Steinhof 89 Personen, 1910 waren es 88. 
Nach dem Zusammenbruch der k.k. Monarchie wurde das Dorf 1918 Teil der neu gebildeten Tschechoslowakei. Beim Zensus von 1921 lebten in den 15 Häusern des Ortes 91 Deutsche.  Im Jahre 1930 bestand Steinhof aus 15 Häusern und hatte 78 Einwohner. Nach dem Münchner Abkommen wurde Steinhof im Herbst 1938 dem Deutschen Reich zugeschlagen und gehörte bis 1945 zum Landkreis Tachau. Nach dem Ende des Zweiten Weltkrieges wurde Steinhof wieder Teil der Tschechoslowakei. Die deutschböhmische Bevölkerung wurde vertrieben. 1948 wurde Steinhof in Kamenička umbenannt. Der neue Name wurde jedoch kaum verwendet, da Kamenička nach der Errichtung des Eisernen Vorhangs Teil der gesperrter Grenzzone geworden war. Im Jahre 1950 wurde Kamenička wieder aus der Grenzzone ausgegliedert, blieb aber unbewohnt. Der Ortsteil Kamenička wurde 1955 aufgehoben. Die verlassenen Häuser wurden dem Verfall überlassen. Die Dorfstelle ist heute verbuscht, erhalten sind Mauerreste und ein Brunnen.

## Ortsgliederung
Kamenička ist Teil des Katastralbezirks Lučina u Tachova.